# 奥谷知弘
奥谷 知弘（おくたに ちひろ、1994年12月26日 - ）は、日本のモデル、俳優。　元Candy Boyメンバー。埼玉県出身。テレビ朝日ミュージック所属していた。

## 人物
テレビ朝日系全国放送『Break Out』発のエンターテイメント集団「Candy Boy」のメンバーで、Candy Boyのリーダー。テレビドラマなどの他、舞台に数多く出演する。
身長175cm、体重60kg、足のサイズ27cm、 血液型はA型。趣味はトレーニング、料理、雑貨集め、キャンプ、登山、映画、ドラマ、舞台鑑賞、写真撮影、カフェ巡り、ラテアート、アロマテラピー、特技はバスケットボール、アクロバット（バク転、ロンダートバク転）で、中でもバスケットボールはバスケットボール歴13年で、全国中学校バスケットボール大会でベスト8、インターハイで3位になった経験を持つ。
資格はIAPA認定アロマ調香スタイリスト、AEAJ認定アロマテラピー1級、JSFCA認定コーヒーソムリエ、普通自動車第一種運転免許を所持している。

## 出演

### テレビドラマ
- トットちゃん!（2017年、テレビ朝日） - 田辺靖男 役[6]
- 無用庵隠居修行3（2019年9月13日、BS朝日） - 佐平治 役[6]
- ハンサムセンキョ（2020年10月 - 12月、テレビ神奈川） - 山吹啓介 役[6]
- 君が獣になる前に 第3話・第4話（2024年4月20日・27日、テレビ東京） - ビスケットルームの黒服 役[7]

### 舞台
- Candy Boy CAFE（原宿CAFE STUDIO）※定期公演[8]
- suki×sukiスナック2（2015年2月、エアスタジオ）
- もっと歴史を深く知りたくなるシリーズ
  - 幻の城〜戦国の美しき狂気〜（2015年10月9日 - 18日、EX THEATER ROPPONGI） - アンサンブル[9]
  - 剣豪将軍義輝〜戦国に輝く颯爽の星〜（2016年12月8日 - 14日、EX THEATER ROPPONNGI） - 周暠 役[10]
  - 剣豪将軍義輝〜星を継ぎし者たちへ〜（2017年6月8日 - 18日、EX THEATER ROPPONNGI） - 周暠 役[11]
  - 桃山ビート・トライブ（2017年11月23日 - 12月3日、EX THEATER ROPPONGI） - 成太 役[12]
  - 桃山ビート・トライブ〜再び、傾かん〜（2019年6月14日 - 16日、京都劇場 / 6月21日 - 7月1日、EX THEATER ROPPONGI） - 成太 役[13]
- 歴タメLIVE〜歴史好きのエンターテイナー大集合!〜（2016年3月12日・13日、EX THEATER ROPPONGI / 10月15日・16日、松下IMPホール）[14][15]
  - 「歴タメLive〜歴史好きのエンターテイナー大集合!〜」第2弾（2017年7月27日 - 29日、山野ホール）[16]
  - 「歴タメLive〜歴史好きのエンターテイナー大集合!〜」第3弾（2018年9月8日・9日、EX THEATER ROPPONGI）[17]
  - 「歴タメLive〜歴史好きのエンターテイナー大集合!〜」第4弾（2019年3月15日 - 17日、EX THEATER ROPPONGI）[18]
- 『あんさんぶるスターズ! オン・ステージ』シリーズ - 羽風薫 役
  - あんさんぶるスターズ! オン・ステージ（2016年6月18日 - 26日、AiiA 2.5 Theater Tokyo）[19]
  - あんさんぶるスターズ!オン・ステージ 〜Take your marks!〜（2017年1月5日 - 15日、AiiA 2.5 Theater Tokyo / 1月25日 - 29日、梅田芸術劇場 シアター・ドラマシティ）[20]
  - あんさんぶるスターズ!オン・ステージ 〜To the shining future〜（2018年1月19日 - 21日、梅田芸術劇場 シアター・ドラマシティ / 1月25日 - 2月5日、シアター1010） [21]
  - あんステフェスティバル（2018年9月22日 - 24日、横浜文化体育館 / 9月26日・27日、神戸ワールド記念ホール）[22]
  - あんさんぶるスターズ！エクストラ・ステージ 〜Destruction × Road〜（2019年8月22日・23日、梅田芸術劇場 メインホール / 8月30日 - 9月10日、 品川プリンスホテル ステラボール / 9月14日 - 29日、天王洲 銀河劇場）[23]
- 『ジョーカー・ゲーム』シリーズ - 田崎 役
  - ジョーカー・ゲーム（2017年5月4日 - 7日、Zeppブルーシアター六本木）[24][25]
  - ジョーカー・ゲームⅡ（2018年6月14日 - 20日、シアター1010 / 6月23日 - 26日、大阪メルパルクホール）[26]
- OZMAFIA!!（2017年9月6日 - 10日、全労済ホール スペース・ゼロ） - ハーメルン 役[27]
- バグバスターズ―Stage BLUE―（2018年3月21日 - 25日、俳優座劇場）[28]
- 真・三國無双 官渡の戦い（2018年4月26日 - 5月1日、全労済ホール スペース・ゼロ / 5月5日・6日、サンケイホールブリーゼ）- 荀彧 役[29]
- 暁のヨナ〜緋色の宿命編〜（2018年11月15日 - 11月25日、EX THEATER ROPPONNGI） - シンア 役[30]
- ATTENDANT“X”（2021年10月22日 - 24日、博品館劇場）[31]
- 「あの夏の飛行機雲」-永南高校バスケットボール部-（2022年10月14日 - 23日、GARDEN 新木場FACTORY） - 森宗一郎 役[32][33]
  - 『あの春は、いつまでも青い』-永南高校バスケットボール部-（2024年9月29日 - 10月6日、彩の国さいたま芸術劇場 小ホール）[34]
  - 『あの冬が、僕らに教えてくれた』-永南高校バスケットボール部-（2025年12月12日 - 21日〈予定〉、彩の国さいたま芸術劇場 小ホール）[35]
- 朗読劇「妖琦庵夜話 その探偵、人にあらず」（2022年11月5日・6日、幕張国際研修センター シンポジウムホール） - 夷芳彦 役[36]
- 信長未満—転生光秀が倒せない—（2023年3月23日 - 26日、KAAT神奈川芸術劇場 ホール） - 毛利元就 役[37]
- アナログスイッチ「信長の野暮」（2023年5月11日 - 21日、吉祥寺シアター / 2023年5月26日 - 28日、ABCホール）[38]
- 大人の麦茶 30.5杯目公演「すいません、どうかしてました。」（2024年1月12日 - 17日、新宿シアタートップス） - 主演[39]
- アナログスイッチ 20th situation「幸せを運ぶ男たち」（2024年3月13日 - 17日、OFF・OFFシアター） - 主演・唐沢浩志 役[40][41]
- 大人の麦茶 ラストオーダー「ネムレナイト」（2024年4月10日 - 21日、下北沢ザ・スズナリ） - 主演[42]
- 舞台「鬼神の影法師」 - 貴人 役
  - 舞台「鬼神の影法師」-玲瓏万華篇-（2024年6月13日 - 23日、あうるすぽっと）[43]
  - 舞台「鬼神の影法師」-千年双月篇-（2025年1月12日、あうるすぽっと）[44]
  - 舞台「鬼神の影法師」-陰陽寮篇-（2025年10月16日 - 26日〈予定〉、新宿LIVE）[45]
- アナログスイッチ 21st situation「寝不足の高杉晋作」（2024年11月13日 - 17日、新宿シアタートップス） - 主演[46]
- OWARI NO HAJIMARI #1「木曜日にはココアを」（2025年1月18日 - 26日、新宿シアタートップス） - 主演・ワタル 役[47]
- 絵本朗読LIVE「ビロードのうさぎ〜モノクローム〜」（2025年2月6日 - 11日、R'sアートコート）[48]
- 舞台「DORON!」（2025年3月27日 - 30日、R'sアートコート）[49]
- キ上の空論「人骨のやらかい」（2025年6月12日 - 17日、紀伊國屋サザンシアター TAKASHIMAYA）[50]
- 朗読劇「スタートライン」（2025年7月6日、ランドマークホール）
- アナログスイッチ 22nd situation「伊能忠敬、測り間違えた恋の距離」（2025年8月14日 - 19日〈予定〉、下北沢ザ・スズナリ） 主演[51]
- Askプロデュース Vol.37 バッキャローシリーズ第12弾（前編）「麦のバッキャロー!!」（2025年9月24日 - 30日〈予定〉、シアターグリーン BOX in BOX）[52]

### テレビ番組
- Break Out（2014年[注 1] - 、テレビ朝日）
- 美女たちの日曜日（2015年4月 - 5月） - 美女にちボーイズ
- 村上マヨネーズのツッコませて頂きます!（関西テレビ） - 再現VTR
- バイキング（フジテレビ） - 見たメン
- 猫のひたいほどワイド（2018年4月 - 、テレビ神奈川） - 猫の手も借り隊・水曜レギュラー（2020年3月25日まで）→月曜レギュラー（2020年3月30日から2022年3月14日まで）→水曜レギュラー（2022年4月6日から2024年3月20日まで）→火曜レギュラー（2024年4月から）[53]
- #カワイイこみなみには旅をさせよ（BSフジ、2019年3月2日[54]、9日[55]、16日[56]、23日[57]、30日[58]） - ゲスト出演
- 夜な夜なバチェラー飯（2019年2月24日、テレビ神奈川）[59]

### CM
- S&S「彩り」篇（2018年）[60]

### ネット配信
- Abema Wave（2016年4月11日 - 2017年6月、AbemaTV） - バーテンダー 役

### ネット配信ドラマ
- マヒルについて 〜about a M〜（2018年） - 鳴裸那 役[61]

### 映画
- 第8回沖縄国際映画祭 学園ファンタジー『愛MY』 - タクヤ　役
- ファストブレイク（2024年11月22日） - 鬼頭恭平 役[62][63]

### その他
- MTRL代表モデル[64] メンズファッションプラス・109ニュース